# William L. Fink
William Lee Fink (* 22. Juli 1946 in Coleman, Texas) ist ein US-amerikanischer Ichthyologe.

## Leben
Fink ist der Sohn von Fred William Fink und Anna L. Davis, geborene Cobb. 1967 erwarb er den Bachelor of Science an der University of Miami. 1969 graduierte er an der Missouri Southern State University zum Master of Science. Von 1969 bis 1971 absolvierte er seinen Militärdienst beim Naval Medical Research Institute der United States Navy in Bethesda, Maryland. Bis 1975 gehörte er der Reserve an. 1976 wurde er an der George Washington University zum Ph.D. in Biologie promoviert. 
Von 1976 bis 1980 war er Assistenzkurator und Assistenzprofessor am Museum of Comparative Zoology der Harvard University. 1980 wurde er außerordentlicher Professor für Biologe am Museum of Comparative Zoology der Harvard University. 1982 trat Fink der Fakultät der University of Michigan als Dozent und Assistenzkurator bei. 1987 wurde er Lehrbeauftragter und stellvertretender Kurator und 1996 wurde er zum Professor und Kurator befördert. Von 2005 bis 2011 war er Direktor des Zoologischen Museums der University of Michigan. Am 31. Mai 2014 ging Fink als emeritierter Professor und Kurator in den Ruhestand.
Finks Forschungsschwerpunkte sind die Biologie und Systematik der Fische mit besonderer Expertise in neotropischen Arten, die höhere Klassifizierung sowie die Systematiktheorie und die Biogeographie. Fink befasste sich mit der Phylogenese der Piranhas, einschließlich der Evolution von Wachstumsmustern und trophischen Spezialisierungen sowie die historische Biogeographie der Gruppe. Er untersuchte auch die Zusammenhänge in der Gruppe der Ostariophysi. Seine phylogenetischen Analysen konzentrieren sich auf nicht-traditionelle Merkmale wie ontogenetische Trajektorien und auf die Morphometrie.
Zu seinen Erstbeschreibungen zählen die Arten Sternopygus xingu, Fernaldella georgiana, Gambusia hispaniolae, Bryconamericus bayano, Moenkhausia phaeonota, Pristobrycon careospinus, Pristobrycon maculipinnis, Serrasalmus gouldingi, Serrasalmus hastatus, Odontostilbe dialeptura, Odontostilbe mitoptera, Serrasalmus neveriensis, Limia caymanensis, Nematobrycon lacortei, Xenurobrycon heterodon, Xenurobrycon pteropus und Ptychocharax rhyacophila.
Fink unternahm Forschungsreisen in den Vereinigten Staaten, auf die Bahamas, auf die Großen und Kleinen Antillen, nach Brasilien, Kolumbien, Venezuela und Panama.
Fink ist Mitglied der American Society of Ichthyologists and Herpetologists, der Society for the Study of Evolution, der American Association for the Advancement of Science, der Sigma Xi, der Sociedade Brasileira de Ictiologia, der Biological Society of Washington sowie der Society of Systematic Biologists, wo er 1990 Präsident war.
1972 heiratete Fink Sara V. Haase. Aus dieser Ehe ging ein Sohn hervor.